# Anosimena
Anosimena is een plaats en gemeente in Madagaskar gelegen in het district Miandrivazo van de regio Menabe. Er woonden bij de volkstelling in 2001 ongeveer 6000 mensen.
In de plaats is basisonderwijs beschikbaar. 50% van de bevolking is landbouwer en 30% houdt zich bezig met de veeteelt. Het belangrijkste gewas is bonen, maar er wordt ook mais en rijst verbouwd. 10% van de bevolking is werkzaam in de dienstensector en de overige 10% van de bevolking voorziet in levensonderhoud door te werken in de visserij.